# Mangora aripuana
Mangora aripuana là một loài nhện trong họ Araneidae.
Loài này thuộc chi Mangora. Mangora aripuana được Herbert Walter Levi miêu tả năm 2007.